# Diplasiolejeunea eggersii
Diplasiolejeunea eggersii là một loài Rêu trong họ Lejeuneaceae. Loài này được Pocs mô tả khoa học đầu tiên năm 2006.